# Lithobates palustris
La rana de pantano, Lithobates palustris, es una especie de anfibio anuro de la familia Ranidae.

## Distribución geográfica
La rana del pantano habita en el este de América del Norte:
- en el sureste de Canadá;
- en el este de los Estados Unidos.[5]

## Publicación original
- LeConte, 1825 : Remarks on the American species of the GENERA HYLA and RANA. Annals of the Lyceum of Natural History of New-York, vol. 1, p. 278–282[6]